# Tipula (Pterelachisus) subglacialis
Tipula (Pterelachisus) subglacialis is een tweevleugelige uit de familie langpootmuggen (Tipulidae). De soort komt voor in het Palearctisch gebied.